# Phutball

Un juego de phutball después de que se hayan colocado cinco jugadores (la pelota aún no se ha movido)

Phutball (abreviatura de Philosopher's Football) es un juego de tablero abstracto para dos jugadores descrito en el libro Winning Ways for your Mathematical Plays, de Elwyn Berlekamp, John Horton Conway y Richard Guy.

## Reglas
El Phutball se juega en las intersecciones de una cuadrícula de 19 × 15 usando una piedra blanca y tantas piedras negras como sea necesario. En este artículo, los dos jugadores se denominan Ohs (O) y Eks (X). El tablero está etiquetado de la A a la P (omitiendo I) de izquierda a derecha y de 1 a 19 de abajo hacia arriba desde la perspectiva de Ohs. Las filas 0 y 20 representan "fuera del tablero" más allá de las filas 1 y 19, respectivamente.
Como los tableros de phutball especializados son difíciles de conseguir, el juego generalmente se juega en un tablero de go de 19 × 19, con una piedra blanca que representa la pelota y piedras negras que representan a los jugadores.
El objetivo es marcar goles usando a los hombres (las piedras negras) para mover el balón (la piedra blanca) hacia o sobre la línea de gol del oponente (filas 1 o 19). Ohs intenta mover el balón a las filas 19 o 20 y Eks a las filas 1 o 0. Al comienzo del juego, el balón se coloca en el punto central, menos que un jugador le dé al otro un hándicap, en cuyo caso el la pelota comienza más cerca de la meta de un jugador.
Los jugadores se alternan haciendo movimientos. Un movimiento es agregar un hombre a cualquier punto vacante en el tablero o mover la pelota. No hay diferencia entre los hombres interpretados por Ohs y los interpretados por Eks.

Un salto

El balón se mueve mediante una serie de saltos sobre jugadores adyacentes. Cada salto es al primer punto vacante en línea recta horizontal, vertical o diagonalmente sobre uno o más hombres. Los jugadores saltados se retiran del tablero (antes de que ocurra cualquier salto posterior). Este proceso se repite mientras haya jugadores disponibles para saltar y el jugador lo desee. Saltar es opcional: no es necesario saltar. A diferencia de las damas, varios jugadores seguidos son saltados y eliminados como grupo.
El diagrama de la derecha ilustra un salto.
Ohs mueve el balón de K6 – G9 – G11 – J11.
Los hombres de J7, H8, G10 y H11 se retiran.
El salto de K6-G9-J9-G7 no sería legal, ya que eso haría saltar al hombre en H8 dos veces.
Si el balón finaliza el movimiento sobre o sobre la línea de gol del oponente, se ha marcado un gol. Si el balón pasa a través de una línea de gol, pero termina en otro lugar debido a más saltos, el juego continúa.

## Estrategia
- Las secuencias de saltos cuidadosamente configuradas se pueden "estropear" extendiéndolas en momentos críticos.
- Un salto al borde izquierdo o derecho se puede bloquear sin dejar puntos vacantes.
- Al saltar, generalmente es malo dejar un camino de retorno fácil de usar para que el oponente "deshaga" el progreso de uno.

## Complejidad computacional
El juego es lo suficientemente complejo como para comprobar si hay una victoria en uno (en un tablero m × n) NP-completo. Desde la posición inicial, no se sabe si algún jugador tiene una estrategia ganadora o ambos jugadores tienen una estrategia de empate, pero existen otras configuraciones desde las que ambos jugadores tienen estrategias de empate.
Dada una posición arbitraria del tablero, con inicialmente una piedra blanca colocada en el centro, determinar si el jugador actual tiene una estrategia ganadora es PSPACE- difícil.